# Panolis semiconfluens
Panolis semiconfluens là một loài bướm đêm trong họ Noctuidae.